# Last Man Standing: Killbook of a Bounty Hunter
Last Man Standing: Killbook of a Bounty Hunter — графический роман/артбук Дэна Лувиси (Dan Luvisi), вышедший в издательстве Heavy Metal 29 сентября 2010 года.

## Вселенная
Данное произведение является первым в цикле графических романов Last Man Standing, действие которых разворачивается в XXVII столетии Новой Эры, причём неизвестно, соответствует ли это принятой в настоящее время хронологии. В дальнейшем вся хронология указывается в годах новой эры. Killbook of a Bounty Hunter не является романом в полном смысле этого слова, так как в нём отсутствует единая сюжетная линия и действие. Технически данное произведение является описанием всех персонажей, действующих в серии, и их взаимоотношений, а также краткое описание событий, предшествующих основному действию. Данная вселенная представляет собой тоталитарную антиутопию, в которой большая часть жизнедеятельности контролируется производственно-управляющей организацией A.W.O. Наука смогла достичь заметных высот: развиты технологии искусственного интеллекта, генной инженерии, биоинженерии. В то же время вселенную можно описать как гротескно-брутальную, что является абсолютно классическим для Heavy Metal.

## Предыстория
15 марта 2638 террористическая организация с Марса осуществила крупнейший теракт в истории человечества, уничтожив 10,5 миллионов человек в Японии, Китае, Германии и Калифорнии. Все попытки землян провести военную операцию по ликвидации данной организации приводили лишь к ещё большим жертвам. В июне 2638 научно-производственная компания Armtech Weapons Organization (A.W.O.) начинает проект «Паладин», в ходе которого создаётся 10 Паладинов (элитных суперсолдат, которых практически невозможно уничтожить) и 1 000 000 Тамплиеров, генетически улучшенных пехотинцев. Военное подразделение A.W.O. под названием Armtech десантирует все созданные боевые единицы на Марс в 2646 году. Это производит перелом в ходе операции. В 2649 году всё боеспособное население Марса высадилось на Земле с самоубийственной целью нанесения максимально большого урона. Это считается официальным началом XXIII мировой войны, которая закончилась 18 декабря 2651 года. До этого срока дожил только один из 10 Паладинов, известный под именем Габриэль (Гавриил).
Габриэль стал настоящей иконой для всего человечества. В качестве командира спецотряда «Пантеон» (англ. Pantheon) он продолжил работать наёмным убийцей и специалистом по наведению порядка на территориях, контролируемых A.W.O., которые постепенно приблизились к ста процентам от обитаемой территории Земли и Солнечной системы. В 2657 году Данте, руководитель террористической организации «Пандемоний» (англ. Pandemonium), уничтожил восьмерых из десяти членов «Пантеона» и сфабриковал улики против Габриэля, в результате чего последний был препровождён в тюрьму особого назначения «Уровень 9». Действие романа начинается в 2666 году после побега Габриэля.

## Основные организации
Armtech Weapons Organisation (A.W.O) — мегакорпорация, контролирующая большую часть земного шара с помощью своей армии, называемой Armtech. Обладает практически неограниченной властью. Капитал и влияние заработала, поставляя оружие и солдат на XXIII Мировую войну, а также восстанавливая повреждённые войной территории. Неизвестна даже примерная численность, однако известно, что годовой доход компании измеряется в триллионах долларов и что в их распоряжении не менее миллиона Тамплиеров, каждый из которых в 6,5 раз эффективнее обычного солдата.
Underground (Подполье) — организация, созданная в 2660 году бывшим хип-хоп-исполнителем Эйблом (англ. Abel, Авель) с целью противостояния A.W.O. Организация никак себя не проявила, так как Эйбл предпочитает выжидать идеального момента для нанесения удара. Численность: ~150 000 человек (здесь и далее под человеком имеется в виду самостоятельная боевая единица, независимо от реальной видовой/модельной принадлежности).
The Resistance (Сопротивление) — революционная организация, пытающаяся свергнуть режим A.W.O. Создана в 2662 году детективом-виджиланте Дойлом (Doyle). Регулярно проводит насильственные акции протеста и террористические акты против A.W.O. Одним из лидеров движения является Грей (Grey) — единственный выживший член «Пантеона» кроме Габриэля. Численность: ~ 300 000 человек.
Daddy’s Little Girls (Папенькины дочки) — организация, созданная борцом с наёмными убийцами Далласом «Отцом» Ковингтоном в 2649 году. Даллас является единственным мужчиной в организации. Она ставит своей целью борьбу с физическим и моральным притеснением женщин путём длительных тренировок с оружием и отсеивающих состязаний. Каждая «дочка» даёт клятвенное обещание служить организации и помогать своим названым сёстрам в борьбе с мужским шовинизмом. Приблизительная численность: более 700 женщин, а также Отец и Габриэль (вступил в организацию под именем Габриэллы путём удалённой регистрации).
Pandemonium — террористическая организация, возглавляемая сверхчеловеком Данте, послужившим образцом для проекта «Паладин». Точная дата основания и количество членов неизвестно. Организация взяла на себя ответственность за ряд террористических актов, совершенных на территориях, контролируемых A.W.O. Ставит своей целью свержение A.W.O. и захват её власти и капитала.

## Продолжение
Рабочее название первого тома цикла (Killbook of a Bounty Hunter официально числится томом № 0): «Once Upon a Time in Amerika». Предполагаемое время выхода: «When it’s done» (когда будет готово).

После двухлетнего затишья автор объявил о переиздании книги с дополнительными материалами в издательстве Dark Horse. Продажи начнутся с 06 ноября 2013 года. Премьера книги состоится на фестивале San Diego Comic-Con 2013 на стенде издателя..

## Экранизация
На San Diego Comic-Con International 2010 кинокомпания Paramount выиграла аукцион на экранизацию цикла Last Man Standing.